# 三十二分音符

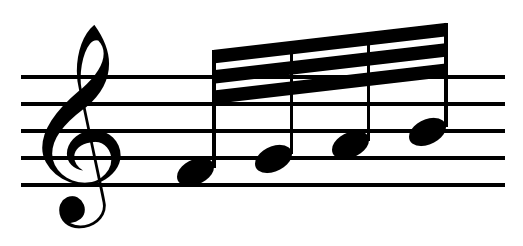
四個三十二分音符以符尾連在一起

在音樂記譜中，三十二分音符是一種音符時值。在五線譜記法中，三十二分音符表示為一個實心的橢圓符頭加上一個帶三條旗幟狀的符尾的符桿（如右圖的記號）。當三十二分音符與其它有符尾的音符連寫時，可以共用符尾（也是一般的情形），這時旗幟狀的符尾變為三根連接用的短線。當符頭位於五線譜第三線上方（包括第三線）時，符干朝下，否則符干朝上，符干改變方向時，符頭的左右方向也要作相應改變（見圖）。符尾的上下方向也改變，但始終在符干右邊（見圖）。三十二分音符的音長是全音符的三十二分之一，即4/4拍中的八分之一拍，3/8或6/8拍中的四分之一拍。二分音符的音長是其十六倍，四分音符的音長是其八倍，八分音符的音長是其四倍，六十四分音符的音長是其二分之一。